# M25 606
M25 606 är en spårvagn tillverkad 1961 av Hägglunds, på uppdrag av Göteborgs Spårvägar AB. Vagnen gick i linjetrafik i Göteborg ända till 1988 då Spårvägssällskapet Ringlinien tog över den. Ringlinien kör vagnen i museitrafik än idag.

## Historia
Vagnar av typen M25 började levereras i slutet av 50-talet, och vagn 606 levererades 15 december 1961. Liksom de andra M25:orna levererades 606 i vänstertrafikutförande med dörrar på vänster sida.
På grund av högertrafikomläggningen i Sverige 1967 byggdes M25:orna successivt om till högertrafikutförande. 606:an byggdes om först 1969 och kördes därför baklänges på släp under perioden mellan högertrafikomläggningen och ombyggnaden. På så vis hamnade dörrarna på "rätt" sida i färdriktningen. 606:an byggdes om mellan 19 maj och 29 september 1969. Bland annat flyttades förarhytten från höger till vänster sida och dörrarna från vänster till höger sida. Dessutom sattes en dörr in längst bak och en konduktörsplats som var placerad innanför framdörren togs bort.
28 april 1988 blev vagnen museivagn och är sedan dess placerad i Gårdahallen i Göteborg. Vagnen tas om hand av Ringlinien, men ägs av Göteborgs Stad. Ringlinien har återställt vagnen till det utseende den hade precis efter ombyggnaden till högervagn. Vagnen användes i andra avsnittet av Peter Birros dramaserie Viva Hate.

## Bilder
- Wikimedia Commons har media som rör M25 606.

|  |  |  |